# Vadim Vacarciuc
Vadim Vacarciuc (Răuțel, URSS, 1 de octubre de 1972) es un deportista moldavo que compitió en halterofilia.
Ganó dos medallas en el Campeonato Mundial de Halterofilia, en los años 1995 y 2003, y dos medallas en el Campeonato Europeo de Halterofilia, plata en 1994 y bronce en 2003.
Participó en cuatro Juegos Olímpicos de Verano, entre los años 1996 y 2008, ocupando el quinto lugar en Atlanta 1996 (categoría de 83 kg) y el quinto en Sídney 2000 (94 kg).

## Palmarés internacional
| Campeonato Mundial | Campeonato Mundial        | Campeonato Mundial | Campeonato Mundial |
| Año                | Lugar                     | Medalla            | Categoría          |
| ------------------ | ------------------------- | ------------------ | ------------------ |
| 1995               | Cantón (China)            | Medalla de bronce  | 83 kg              |
| 2003               | Vancouver (Canadá)        | Medalla de bronce  | 94 kg              |
| Campeonato Europeo |                           |                    |                    |
| Año                | Lugar                     | Medalla            | Categoría          |
| 1994               | Sokolov (República Checa) | Medalla de bronce  | 83 kg              |
| 2000               | Sofía (Bulgaria)          | Medalla de plata   | 94 kg              |